# Форначи (Монца и Бријанца)
Форначи (итал. Fornaci) је насеље у Италији у округу Монца и Бријанца, региону Ломбардија.
Према процени из 2011. у насељу је живело 565 становника. Насеље се налази на надморској висини од 235 м.